# Мъртвата зона (филм)
„Мъртвата зона“ (на английски: The Dead Zone) е американски научнофантастичен трилър от 1983 година на режисьора Дейвид Кроненбърг, базиран на едноименния роман от 1979 г. на Стивън Кинг.

## Сюжет
Внимание:  Текстът по-долу разкрива сюжета на произведението (или части от него)!
След ужасна автомобилна катастрофа Джон Смит, училищен учител от град Касъл Рок, изпада в кома за 5 години. Когато Джон идва на себе си, той разбира, че любимата му Сара се е омъжила и трябва да започне живота си отначало. Тъй като мускулите на тялото практически са атрофирали поради дългата неподвижност, Джон се научава да ходи отново, но е принуден постоянно да използва бастун. Сара се свързва отново с него, но е разкъсвана между любовта си към него и семейството си, и бившите любовници в крайна сметка се разделят.
Скоро Смит забелязва необикновена способност - ако докосне човек с ръката си, той може да види миналото и бъдещето на този човек. Докосвайки ръката на медицинската сестра, Джон вижда дъщеря ѝ, обхваната от пожар в къщата. Докато разговаря с лекаря си Сам Уейзак, Смит го докосва и вижда, че майката на Уайзак, дълго време смятана за убита по време на Втората световна война, е все още жива. Научавайки за този невероятен дар, шериф Джордж Банерман от град Касъл Рок, където се извършват ужасни престъпления, се обръща към Джон. Маниак изнасилва и убива момичета, без да оставя следи. Първоначално Джон отказва, но в крайна сметка се съгласява да помогне. На местопрестъплението Джон има „видение“ и разбира, че убиецът е полицаят Франк Дод, помощник на Банерман. Преди шерифът да успее да арестува Дод, маниакът се самоубива, а майката на Дод, която е знаела всичко за престъпленията на сина си, стреля по Джон, но е убита от шериф Банерман.
Джони се мести в друг град и живее много уединено, защото психическите му способности го правят физически по-слаб. Въпреки молбите на д-р Уейзак, Джон отказва по-нататъшно лечение. Отново става детски учител, работи от вкъщи. Богатият Роджър Стюарт наема Джони да обучава сина му Крис и Джон скоро среща Грег Стилсън, харизматичен кандидат за сенатор на САЩ. По странно съвпадение Сара и нейният съпруг Уолт работят като доброволци за кампанията на Стилсън. Един ден Джон отново има „видение“ как ученикът му Крис и още две момчета се давят в местно езеро по време на хокеен мач. Джон моли Стюарт да не организира хокейния мач, но той отказва и уволнява Джон. Крис обаче остава вкъщи и оцелява, докато другите две момчета всъщност се давят, след като падат през леда. И тогава Джон разбира, че в неговите видения има определена „мъртва зона“, където бъдещето е променливо.
На предизборен митинг Джон стиска ръката на Стилсън и вижда ужасна картина на бъдещето. Стилсън ще стане сенатор, след това президент на Съединените щати и ще даде заповед за нанасяне на превантивен ядрен удар по СССР, предизвиквайки глобална война и смъртта на цялото човечество. Джон се обръща към д-р Вайзак за съвет, питайки лекаря дали би убил Адолф Хитлер, ако имаше възможност, знаейки предварително какви престъпления ще извърши Хитлер. Вайзак отговаря, че не би имал друг избор, освен да убие Хитлер. Джони оставя на Сара прощално писмо и решава да застреля Стилсън, за да спаси света. Джон се промъква на митинг в подкрепа на Стилсън, на който Сара и семейството ѝ също присъстват. Джон стреля към Стилсън, но не успява. В последвалия хаос Стилсън грабва бебето на Сара и го държи като жив щит, а един фотограф успява да заснеме това на филм. Преди Джони да успее да стреля отново, бодигардът на Стилсън стреля по него, ранявайки смъртоносно Джон. Умирайки, Джон успява отново да се докосне до Стилсън и вижда ново бъдеще за този политик – как ще бъде публикувана снимката, на която Стилсън се крие зад детето, ще избухне голям скандал, Стилсън няма да бъде избран в Сената, кариерата му ще приключи и той ще се самоубие. Накрая Сара прегръща умиращия Джон и казва, че го обича.

## Актьорски състав
| Актьор          | Роля                                                |
| --------------- | --------------------------------------------------- |
| Кристофър Уокън | Джон Смит – учител от град Касъл Рок                |
| Брук Адамс      | Сара Бракнел – учителка, приятелка на Джон          |
| Том Скерит      | Джордж Банерман – шерифът на Касъл Рок              |
| Хърбърт Лом     | д-р Сам Уейзак – лекуващият лекар на Джон           |
| Никълъс Кембъл  | Франк Дод – младият заместник на шериф на Касъл Рок |
| Колийн Дюхърст  | Хенриета Дод – майката на Франк Дод                 |
| Мартин Шийн     | Грег Стилсън – кандидат за сенатор                  |
| Саймън Крейг    | Крис Стюарт – момче, един от учениците на Джон      |
| Антъни Зербе    | Роджър Стюарт – богатият баща на Крис               |
| Шон Съливан     | Хърб Смит – бащата на Джон                          |
| Джаки Бъроуз    | Вера Смит – майката на Джон                         |
| Бари Флатман    | Уолт Бракнел – съпругът на Сара                     |
| Лесли Карлсън   | Бренер                                              |
| Геза Ковач      | Сони                                                |
| Питър Дворски   | Дардис                                              |

## Снимачен процес
- След издаването на романа на Стивън Кинг „Мъртвата зона“ през 1979 г. Lorimar Film Entertainment започва разработването на филмова адаптация. Продуцентът Карол Баум дава книгата на сценариста Джефри Боам и го помоли да напише сценария. Боам успява да завърши първия си проект за филма в същия ден, когато Роналд Рейгън е избран за президент. Но Lorimar скоро затваря филмовото си подразделение след поредица от касови провали и правата върху филмовата адаптация на „Мъртвата зона“ са придобити от известния продуцент Дино Де Лаурентис. След редица значителни промени Боам представя окончателния сценарий на 8 ноември 1982 г. и екипът започва снимките в началото на януари 1983 г.
- Основните снимки се провеждат в района на град Торонто и региона Ниагара. За декор на една от сцените във филма е използван и т.нар. „Крещящ тунел“, намиращ се близо до Ниагарския водопад. По време на снимките южната част на Онтарио преживява силни студове, които продължават седмици, създавайки наистина леден, покрит със сняг пейзаж.
- Преди Кристофър Уокън да бъде избран за ролята на Джони Смит, е разглеждан Бил Мъри, тъй като е изборът на Стивън Кинг. Първоначално Кроненбърг иска Никълъс Кембъл да играе Джони, но режисьорът в крайна сметка го избира за ролята на „убиеца от Касъл Рок“. Кроненбърг също иска Хал Холбрук да играе шериф Банерман, но продуцентът Де Лаурентис отхвърля актьора.
- Музикалният саундтрак, композиран от Майкъл Камен, е записан от Националния филхармоничен оркестър в Лондон в прочутото студио Abbey Road. Това е единственият филм в кариерата на Дейвид Кроненбърг, който няма саундтрак, композиран от Хауърд Шор.